# Christian Gottlob Gmelin

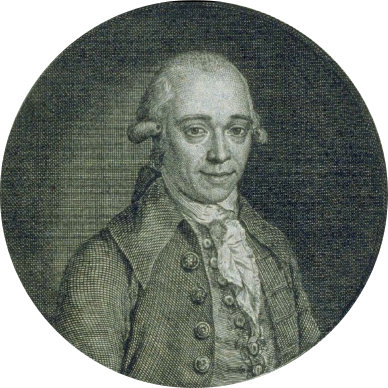
Christian Gmelin.

Christian Gottlob Gmelin, född den 12 oktober 1792, död den 13 maj 1860, var en tysk kemist, brorson till Samuel Gottlieb Gmelin. 
Gmelin studerade mineralanalys för Jacob Berzelius 1815-16 och blev 1817 professor i kemi och farmaci i Tübingen, författade Einleitung in die Chemie (2 band, 1833-37) och översatte de tre första årgångarna av Berzelius årsberättelser.   
Gmelin upptäckte 1818 litiums röda flamreaktion och 1828 en metod att på konstgjord väg framställa färgämnet ultramarin. Genom den sista upptäckten lade han grunden till en betydande industri.